# 甘肅街

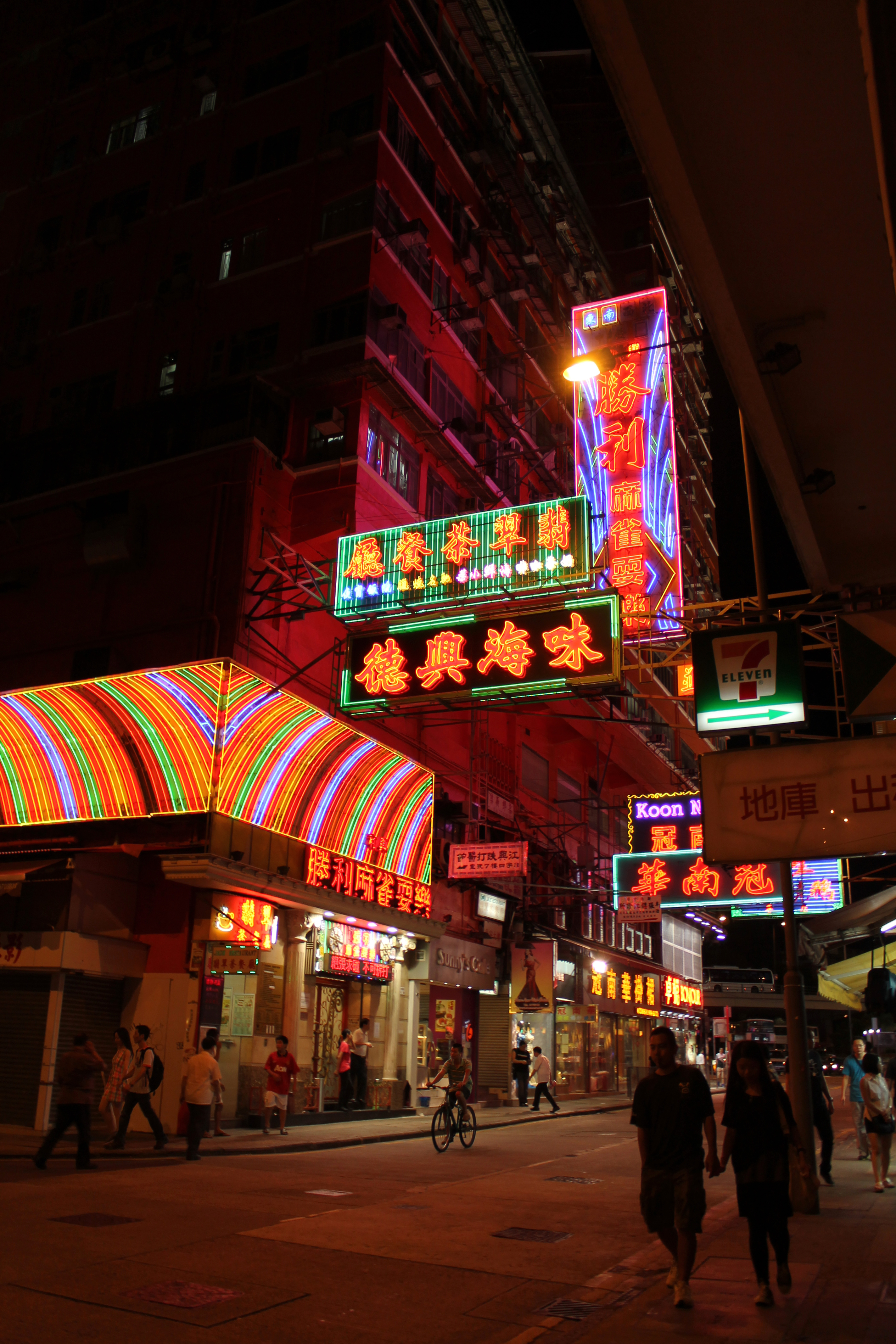
甘肅街夜景（2013年）

甘肅街（英語：Kansu Street）是香港的一條街道，位於九龍半島的油麻地，東至彌敦道及加士居道交界而西至渡船街及欣翔道交界，屬於油麻地最早期開闢的一批街道。

## 歷史
當局在1870至1880年代規劃油麻地發展時，從原始海岸（大約沿著現時上海街走線）開始進行填海，把此一帶沼澤海灣填平，並將海傍道路伸延至新填地街，又從海傍開發出多條由西向東伸展並大致平行的街道。
這批街道由北向南命名為第一街至第六街及第八街，甘肅街屬當中最北邊的街道，稱為第一街，而最南邊的街道則是第八街（即寶靈街）。
為避免與香港島同名街道有所混淆，1909年香港政府刊憲整理九龍街道名稱時把第一街改為現時名稱，而歷經多年填海後甘肅街亦向西伸延至渡船街。

## 沿線建築物
- 油麻地街市
- 甘肅街玉器市場